# 瓦伊拉哈薩山 (萬卡韋利卡大區)
13°05′22″S 75°02′30″W / 13.08944°S 75.04167°W
瓦伊拉哈薩山（Wayra Q'asa），是秘魯的山峰，位於該國中南部萬卡韋利卡大區，由聖阿納區和瓦喬科爾帕區負責管轄，屬於瓊塔山脈的一部分，海拔高度5,000米。